# Список туристичних пам'яток Делі
У цій статті наведений список туристичних пам'яток міста Делі.
Делі є відомим центром туризму із багатою багатовіковою історією. У місті є кілька популярних серед туристів районів. У Старому Делі розташовані численні мечеті, форти та інші споруди часів могольського панування. Нью-Делі, навпаки, є сучасним містом, створеним в 1930-ті роки архітектором Едвіном Лаченсом, тут знаходяться численні урядові будівлі та пов'язані з ними пам'ятки.
Кілька із споруд міста, зокрема Кутб-Мінар, Червоний форт і Гробниця Хумаюна, проголошені об'єктами Світової спадщини.

## Раштрапаті-Бхаван
Раштрапаті-Бхаван — «президентський палац», збудований в суміші британського та індійських стилів, був призначений для віце-короля Індії. Будівля була відкрита в 1931 році, а вже в 1950 році, із проголошенням республіки, її назва та призначення змінилися.

## Брама Індії та Раджпатх
Раджпатх («королівська дорога») — церемоніальний проспект в центрі Нью-Делі, на якому розташована меморіальна Брама Індії, збудована на честь солдат армії Британської Індії, що загинули під час Афганських воєн та Першої світової війни. Імена цих солдатів написані на стінах меморіалу. На стінах храму з чорного мармуру, збудованого посередині, зображені гвинтівки, поставлені на дула, перехрещені солдатською каскою. На кожній стороні храму золотою фарбою написані слова Amar Jawan — «безсмертний воїн» мовою хінді. Меморіал оточений зеленими галявинами, популярними місцями відпочинку мешканців міста.

## Храм Лакшмінараяна
Храм Лакшмінараяна або Бірла-Мандір — індуїстський храм, збудований родиною Бірла в 1938 році. Крім власне храму, назва відноситься також до великого саду з фонтанами позаду нього. У храмі та навколо нього на день Джанмаштамі або день народження Крішни, проводиться великий фестиваль.

## Акшардхам
Акшардхам — найбільший індуїстський храм у світі. Весь комплекс займає площу близько 0,42 км², на якій розташовані вкритий детальною різьбою храм, високотехнологічні виставки, кінотеатр-IMAX, музичний фонтан, майданчик з ресторанами та сади.

## Ґурдвара Банґла-Сагіб
Ґурдвара Банґла-Сагіб — сикхська ґурдвара, що найчастіше відвідується віруючими серед всіх ґурдвар міста. Мільйони сикхів прибувають до Делі зі всього світу з метою відвідування цього храму. Крім сикхів, храм має велике значення й для багатьох індусів.

## Гробниця Хумаюна
Гробниця Хумаюна — мавзолей Хумаюна, збудований його вдовою Хамідою Бану Беґум. Гробниця була спроектована перським архітектором Міраком Мірзою Ґіясом, її спорудження почалося в 1562 та завершилося в 1565 році. Гробниця стала стандартом для подальших могольських мавзолеїв, включаючи Тадж-Махал.

## Кутб-Мінар
Кутб-Мінар — мусульманський релігійний комплекс, розташований в районі Меграулі Південного Делі. Його було збудовано Кутб-уд-діном Айбаком, першим султаном Рабської династії, одразу після захоплення Делі в 1206 році. Головний мінарет, що надав назву комплексу, збудований з червоного пісковику, та має висоту 72,5 м. Його поверхня вкрита майстерною різьбою та текстами з Корану. Цей мінарет був збудований як символ ісламського панування у Делі та як головний мінарет, з якого мусульман закликали на молитву. Однак, споруда не була завершена при Кутб-уд-діні, більша частина була споруджена вже при його спадкоємці Ілтутмиші, а останні два яруси, прикрашені білим мармуром, були збудовані вже Фіроз Шахом Туґхлаком в 1368 році, на заміну оригінальному четвертому ярусу. Мінарет та весь комплекс мають велике історичне значення як перший пам'ятник, збудований ісламськими правителями Індії, і як приклад нового архітектурного стилю, індо-ісламської архітектури, невідомого до того.

## Червоний форт
Рішення про будівництво Червоного форту було прийняти в 1639 році, коли Шах Джахан вирішив перенести свою столицю з Аґри до Делі. За вісім років було збудоване місто Шахджаханабад, частиною якого й був Червоний форт. Хоча частина форту була перебудована під час британського панування, його найважливіші споруди залишилися в оригінальному стані.

## Форт Салімґарх
Форт Салімґарх, що зараз є частиною комплексу Червоного форту, був збудований на острові на річці Ямуна в 1546 році, хоча Брама Бахадур Шаха, що веде до форту з півночі, була будована лише в 1854—1855 роках Бахадур Шахом Зафаром, останнім могольським імператором. Форт використовувався під час Повстання сіпаїв 1857 року, також у в'язниці на його території утримували дочку Ауранґзеба Зебуннісу і повстанців з профашистської Індійської національної армії (INA). Форт Салімґарх та Червоний форт були пов'язані через Браму Бахадур Шаха.

## Чандні-Човк
Чандні-Човк, найбільший ринок Делі, є живою спадщиною старого Шахджаханабада, це найстаріший ринок Центрального Делі. Він був збудований за часів панування заснованика цього міста та будівельника Тадж-Махалу Шаха Джахана. За легендою, Шах Джахан спланував Чанді-Човк з метою, щоб його дочка могла придбати тут все, що побажає. Ринок був поділений каналами на частини. Ці канали зараз закриті, але ринок працює, та залишається найбільшим оптовим ринком Азії. Ремесла, яким колись покровительствували моголи, продовжують квітнути й зараз. Біля ринку розташовані Червоний форт, мечеті Фатехпурі-Масджид і Джама-Масджид, ґурдвара Сіс-Ґандж та багато менших храмів.

## Джама-Масджид
Масджід-і-Джахан-Нума, відоміша як Джама-Масджид — головна мечеть Старого Делі. Мечеть була закладена могольським імператором Шахом Джаханом за завершена в 1656 році. Вона і зараз залишається одною з найбільших та найвідоміших мечетей Індії.

## Радж-Ґхат
Радж-Ґхат — меморіальний комплекс, розташований на березі річки Ямуни, місце поховання Махами Ґанді, «батька нації». Зараз меморіал є обов'зковою частиною програм відвідування Делі міжнародними дипломатичними делегаціями. Біля меморіалу розташовані два музеї, присвячені Ґанді.

Біля меморіалу Ґанді також розташований Шанті-Вана («ліс миру»), місце кремації першого прем'єр-міністра Індії Джавахарлала Неру. Його оточує парк, у якому ростуть дерева, посаджені іноземними посадовцями, що відвідують Делі.

## Храм Лотоса
Храм Лотоса — бахаїстський храм, розташований в Південному Делі та збудований у форті лотосу.

## Пурана-Кіла
Пурана-Кіла (старий форт) — стародавній форт, добрий приклад середньовічної військової архітектури. Він був збудований могольським імператором Хумаюном, а пізніше укріплений Шер Шахом Сурі. Форт відрізняється масивними стінами та будівлями, повністю призначеними для військових цілей, чим він відрізняється від добре прикрашених фортів-палаців пізніших могольських правителів. Пурана-Кіла, на відміну від пізніших фортів, не мала усередині комплексу палаців, адміністративних будівель та місць для розваги.

## Туґхлакабад
Туґхлакабад — стародавнє укріплене місто, збудоване Ґіятх ал-Дін Туґхлаком (Ґхазі Маліком), засновником династії Туґхлак, в 1321 році, в перші роки свого правління. За переказами, Ґхазі Малік, коли він ще був рабом султана Мубарака Кхілджі, запропонував будівництво форту на цьому місці. Султан Кхілджі не прийняв слова раба до уваги та у відповідь порадив йому самому збудувати форт, коли він стане султаном. Саме це Ґхазі Малік пізніше і зробив.

## Джантар-Мантар
Джантар-Мантар — стародавня обсерваторія, що містила 13 астрономічних приладів, включаючи янтра-мантру, збудована магараджею Джаєм Сінґхом II між 1727 і 1734 роками.

## Гробниця Сафдарджанґа
Гробниця Сафдарджанґа — мавзолей Сафдарджанґа, прем'єр-міністра в уряді Мухаммад Шаха.

## Сади Лодхі
Сади Лоді (Лодхі) — міський парк, що займає територію 0,36 км². Тут розташовано кілька споруд часів правління пуштунських династій Сайїд і Лоді 15-16 століть.

## Мавзолей Нізамуддіна
Мавзолей Нізамуддіна — мавзолей відомого суфійського святого Нізамуддіна Аулії.

## Сансад-Бхаван
Сансад-Бхаван або будівля Парламенту Індії — кругла будівля, спроектована британськими архітекторами Едвіном Лаченсом і Гербертом Бейкером в 1912—1913 роках. Спорудження тривало з 1921 по 1927 роки, спочатку тут засідали Державна рада, Центральні законодавчі збори та Палата князів.

## Національний музей
Національний музей — найбільший музей Індії. Тут зберігається колекція експонатів з доісторичних часів до сучасності. Музей підпорядкований Міністарству культури, частині Уряду Індії. Музей розташований на куту Джанпатха і дороги Маулани Азада.

## Церква Святого Джеймса
Церква Святого Джеймса — одна з найстаріших церков Делі, збудована у 1836 році біля Кашмірської брами.

## Коннот-Плейс
Коннот-Плейс в Нью-Делі — один з головних фінансових, ділових та торгових центрів міста.